# Wild Weasel

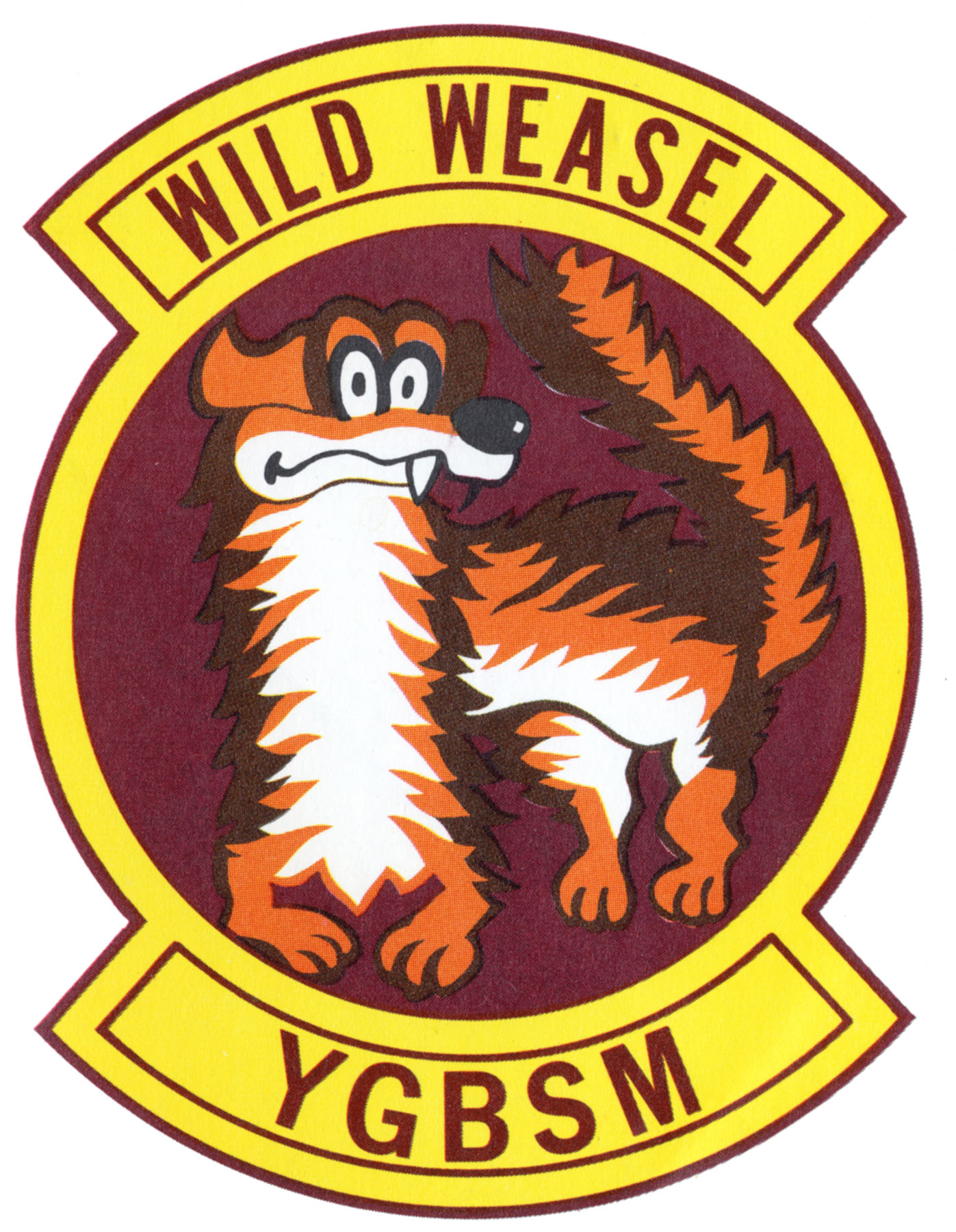
Naszywka

Wild Weasel (Dzika Łasica) – ogólna nazwa grupy samolotów sił powietrznych Stanów Zjednoczonych, których zadaniem jest zwalczanie systemów przeciwlotniczych i przeciwrakietowych przeciwnika – SEAD (Suppression of Enemy Air Defenses).

## Geneza
Nazwa pochodzi od nazwy projektu Wild Weasel rozwijanego oryginalnie przez kapitana Billa McGuigana – pilota morskiego Korpusu Piechoty Morskiej Stanów Zjednoczonych (US Marine Corps), który był pierwszym programem broni służącej wykrywaniu i zwalczaniu broni przeciwlotniczej (Surface-to-Air Missile – SAM). Oryginalnie projekt ten nieprzypadkowo nosił nazwę Ferret (fretka domowa), będącą nazwą małego drapieżnika polującego w legowiskach swoich ofiar. Nazwę tę jednak zmieniono, gdyż powtarzała nazwę samolotów bombowych z czasów II wojny światowej, których zadaniem było zwalczanie obcych radarów.

## Sposób działania
Samoloty Wild Weasel wykorzystują promieniowanie elektromagnetyczne wrogiego źródła promieniowania elektromagnetycznego (np. naziemnej stacji radarowej) do zlokalizowania go, namierzenia i naprowadzania na niego broni antyradarowych. W chwili namierzenia wrogiego nadajnika fal elektromagnetycznych i wystrzelenia w jego kierunku jednego z rodzajów pocisków antyradarowych, pocisk ten samoczynnie nakierowuje się na źródło sygnału i niszczy je. Pociskami tego typu mogą jednakże być nie tylko antyradarowe pociski rakietowe, lecz także samonaprowadzające się na tej samej zasadzie „inteligentne” bomby lotnicze.

## Historia Wild Weasel

### F-100F Super Sabre

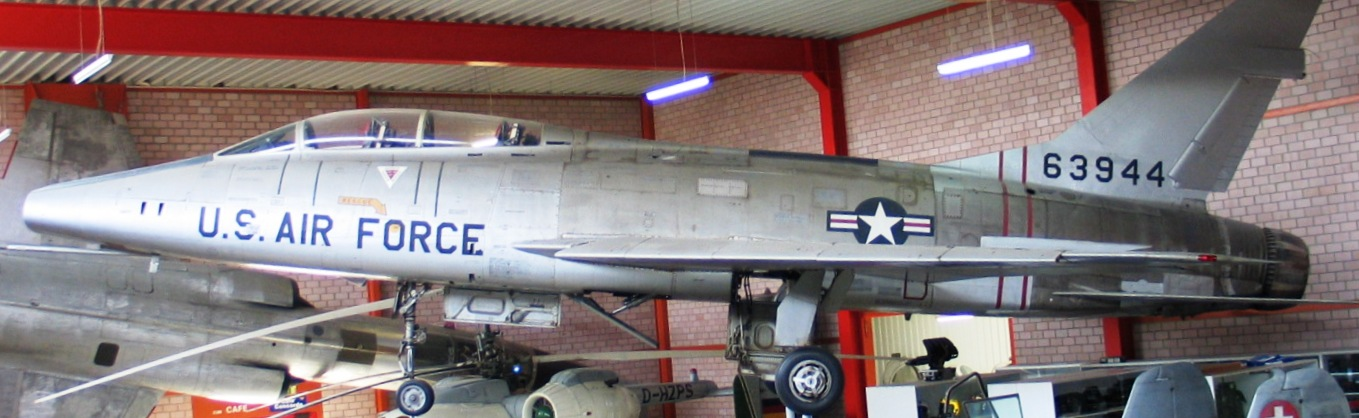
North American F-100F Super Sabre

Oryginalnym samolotem Wild Weasel był F-100F Super Sabre, który przeszedł swój chrzest bojowy w listopadzie 1965, zwalczając obronę przeciwlotniczą Wietnamu Północnego, gdzie latał w parze z samolotem myśliwsko-bombowym Republic F-105 Thunderchief. Zadaniem F-100F podczas wojny wietnamskiej było wykrywanie i niszczenie kontrolowanych radarem północno-wietnamskich stanowisk SAM. Słabością tego samolotu była jednak zbyt niska prędkość, toteż jesienią 1966 został przy tych zadaniach zastąpiony przez przekonstruowaną wersję F-105.

### F-105F Thunderchief

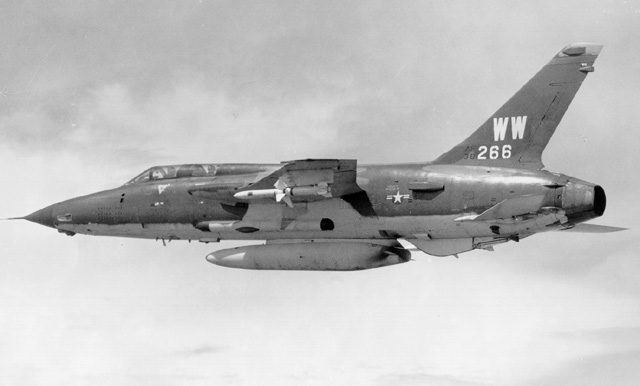
Republic F-105G Thunderchief

F-105F Thunderchief, noszący w tej wersji nazwę Thud Weasels, przenosił bardziej zaawansowaną wersję elektronicznych urządzeń wykrywania i zakłócania wrogich systemów przeciwlotniczych, a także silniejsze uzbrojenie. Do końca wojny wietnamskiej pełnił dwie misje:
- jako element zespołu uderzeniowego w parze z samolotem F-105D lub F-4 Phantom
- jako element wsparcia samolotów bombowych. Przekonstruowany do wersji F-105G, w roku 1972 latał też jako wsparcie antyradarowe samolotów bombowych B-52.

### F-4G Phantom

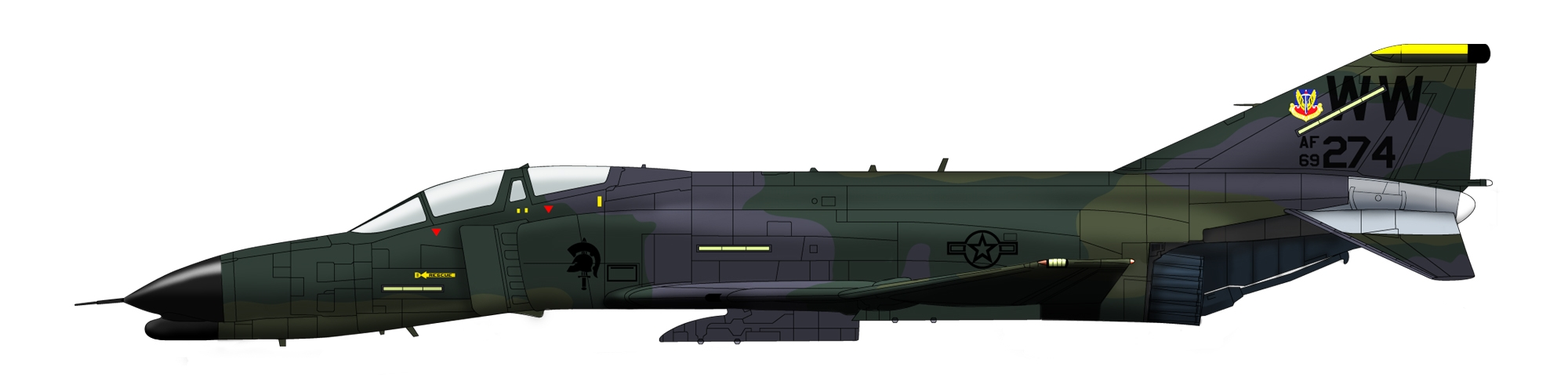
McDonnell Douglas F-4G Phantom II

W 1975 samolotem Wild Weasel zostało 116 przekonstruowanych samolotów myśliwskich F-4E. W samolocie tym urządzeniem walki elektronicznej AN/APR-38 zastąpiono między innymi działko pokładowe. Przerobiony F-4E był samolotem dwuosobowym, w którym oprócz pilota, miejsce zajmował także oficer walki elektronicznej (Electronic Warfare Officer). W trakcie pierwszego lotu F-4G 6 grudnia 1975, samolot miał na pokładzie AGM-88A/B/C High-Speed Anti-Radiation Missile (HARM). Przeznaczeniem tego samolotu było wykonywanie zadań bojowych w tandemie z innym samolotem tej samej klasy lub samolotem myśliwsko-bombowym przeciwko jednostkom SAM.
W 1991 F-4G Phantom Wild Weasel wziął udział w operacji Pustynna Burza. W tym czasie jego system walki elektronicznej został unowocześniony do wersji AN/APR-47. W pierwszej fazie wojny F-4G odbył 2596 lotów bojowych przeciwko irackim systemom obrony przeciwlotniczej, za pomocą 1000 pocisków powietrze-ziemia niszcząc ponad 200 celów. Ostatnia misja bojowa F-4G miała miejsce 2 stycznia 1996 nad południowym Irakiem, krótko potem cała rodzina samolotów Phantom – a wraz z nią F-4G – została wycofana ze służby w US Air Force. Ostatni lot operacyjny samolotu miał miejsce 20 kwietnia 1996.

### F-16 Fighting Falcon
Po wycofaniu ze służby w siłach powietrznych USA samolotów F-4 Phantom, role Wild Weasel zaczęły pełnić samoloty F-16D Block 50 i Block 52, których produkcja rozpoczęła się w 1991.
Samoloty te brały udział m.in. w operacji Iracka Wolność, podczas której pokładowy system ostrzegawczy jednego z Wild Weasel błędnie zidentyfikował ochraniającą sztab 101. Dywizji Powietrznodesantowej baterię systemu antybalistycznego Patriot jako wrogą baterię SA-2. F-16 odpalił pocisk antyradarowy AGM-88 HARM, który uderzył bezpośrednio w czoło systemu radarowego baterii Patriot, wyłączając ją z akcji.